# Plagiorhynchus rectus
Plagiorhynchus rectus är en hakmaskart som först beskrevs av Linton 1892.  Plagiorhynchus rectus ingår i släktet Plagiorhynchus och familjen Plagiorhynchidae. Inga underarter finns listade i Catalogue of Life.